# Walter Selb
Walter Selb (* 22. Mai 1929 in München; † 2. Juni 1994 in Wien) war Jurist, Hochschullehrer und Rechtshistoriker in Österreich und Deutschland.

## Leben
Während seiner Kindheit übersiedelte Selbs Familie nach Speyer. Ab 1940 besuchte er dort das humanistische Gymnasium und begann bei Jakob Bisson Hebräisch zu lernen.
1949 nahm er das Studium der Rechte in Heidelberg auf. Parallel dazu erweiterte er seine Sprachkenntnisse um Aramäisch und Syrisch. Maßgebenden Einfluss auf seine Studien hatten der Orientalist Anton Schall, welcher sich bereits in seiner Dissertation mit der Syrischen Sprache beschäftigt hatte und der Rechtshistoriker Wolfgang Kunkel. 1953 bestand Walter Selb das Referendarexamen. 1954 wurde er zum Doktor der Rechtswissenschaften promoviert. Grundlage war eine Arbeit aus dem Internationalen Privatrecht. 1957 erfolgte das 2. Staatsexamen der damaligen Justizausbildung in Deutschland. Danach wirkte er als Staatsanwalt und Assessor in Landau, ab 1961 als Richter am Landgericht in Frankenthal.
1961 wurde er Assistent bei Gerardo Broggini, dem Nachfolger Wolfgang Kunkels an der Universität Heidelberg. 1962 habilitierte sich Walter Selb mit dem Werk „Zur Bedeutung des Syrisch-Römischen Rechtsbuchs“ für Römisches Recht, Antike Rechtsgeschichte und Bürgerliches Recht. Thema seines Habilitationsvortrages war „Schadensbegriff und Regressmethoden“. Dieses Thema baute er danach zu einem eigenständigen Buch aus. Nach seiner Habilitation vertrat er kurz das Bürgerliche Recht an der Universität Göttingen.
Mit 1. Juni 1963 wurde Walter Selb als Ordentlicher Professor für Römisches Recht an die Universität Wien berufen. Grundlage dafür waren Gespräche zwischen Wolfgang Kunkel, Heinrich Demelius und Fritz Schwind im Rahmen des Rechtshistorikertages 1962 gewesen. Er war in Wien Nachfolger von Theo Mayer-Maly, der an die Universität Köln berufen worden war. Die fächerübergreifende wissenschaftliche Tätigkeit Walter Selbs war eines der Motive dafür, den 34-Jährigen als ordentlichen Professor zu berufen. Sein Vorgänger war ebenfalls fächerübergreifend (Römisches Recht und Sozialversicherungsrecht) habilitiert gewesen. Eine der ersten Lehrveranstaltungen Walter Selbs in Wien war ein Seminar zum Thema „Der heutige Stand der Forschung in der Rechtsgeschichte des Mittelmeerraumes“.
Die Wiener Juridische Fakultät blieb seine wissenschaftliche Heimat. Angebote der Universitäten Tübingen, Heidelberg, München und Bonn schlug er aus. Anlass dafür waren private Gründe und sein Wohnsitz in Gainfarn in der Nähe von Bad Vöslau und Baden bei Wien.
Seine wissenschaftliche Arbeit wurde unterstützt durch Forschungsreisen in die Türkei (Südostanatolien) und nach Syrien, die der Erforschung von Handschriften alter Rechtstexte galten (so in den Klöstern des Tur Abdin).
1968 war er Dekan der Fakultät. 1970 wurde er korrespondierendes Mitglied, 1976 wirkliches Mitglied der Österreichischen Akademie der Wissenschaften. Er war als Sekretär der philosophisch-historischen Klasse Teil des Führungsgremiums dieser Akademie. 1974 gründete er im Rahmen der Akademie die Kommission für Antike Rechtsgeschichte.
Walter Selb war verheiratet und hatte fünf Kinder.

## Leistungen
Walter Selb hat wissenschaftlich im römischen Recht, der antiken Rechtsgeschichte, dem Bürgerlichen Recht Österreichs und Deutschlands sowie im Sozialversicherungsrecht Österreichs gearbeitet. Er war neben seiner Tätigkeit als Hochschullehrer auch als Gutachter in Fragen des Bürgerlichen Rechts tätig.
Ab der Habilitation 1962 war sein wissenschaftliches Leben begleitet von der Erforschung des syrisch-römischen Rechtsbuches. Eine dreibändige kommentierte Ausgabe dieses Rechtsbuches, zu der Walter Selb den Kommentar und andere wesentliche Teile beigetragen hatte, wurde 2002 posthum von Hubert Kaufhold im Verlag der Österreichischen Akademie der Wissenschaften herausgegeben.
In seiner akademischen Lehrtätigkeit war Walter Selb über 30 Jahre an der Wiener Juridischen Fakultät tätig. Er hielt dort alle in Frage kommenden Lehrveranstaltungen, von Spezialseminaren bis zu Übungen für Anfänger und Einführungen. Damit wurde er zu einem Begriff für Generationen von Wiener Jusstudenten.

## Werke
Das Schriftenverzeichnis Walter Selbs umfasst 18 Seiten, redigiert von Michael Memmer: Savigny Zeitschrift für Rechtsgeschichte, Romanistische Abteilung (SZRom). Jahrgang 1995, Band 112, S. 770–788.
Die folgenden Werke kennzeichnen die Hauptarbeitsgebiete Walter Selbs.

### Aus den rechtshistorischen Werken
- Zur Bedeutung des syrisch-römischen Rechtsbuches. (= Münchener Beiträge zur Papyrusforschung und antiken Rechtsgeschichte. Heft 49). Verlag C. H. Beck, München 1964, DNB 454651724.

- ’Ebed-Jesu’ Bar Bahriz Metropolita de Assur et Adiabene: ’Abdiso’Bar Bahriz. Ordnung der Ehe und der Erbschaften, sowie Entscheidung von Rechtsfällen (Teksa d suwaga wa d iartuta wa psaqa d dine da mtaksin l abon mari ’Abdiso ’mitrapolita d Ator.) Herausgegeben, übersetzt, kommentiert und mit einer Einleitung versehen. Syrisch und deutsch. Sitzungsberichte der philosophisch-historischen Klasse der Österreichischen Akademie der Wissenschaften. Band 268.1. Wien 1970.

- Orientalisches Kirchenrecht, zwei Bände:

- Band 1: Die Geschichte des Kirchenrechts der Nestorianer. Von den Anfängen bis zur Mongolenzeit. ISBN 3-7001-0421-9.
- Band 2: Die Geschichte des Kirchenrechts der Westsyrer. Von den Anfängen bis zur Mongolenzeit. ISBN 3-7001-1644-6.

Veröffentlichungen der Kommission für Antike Rechtsgeschichte. Nr. 3 und 6. Österreichische Akademie der Wissenschaften, Sitzungsberichte der philosophisch-historischen Klasse Nr. 388, Wien 1981 und Nr. 543, Wien 1989.
- Der Inhalt der Sentenciae Syriacae und ihre rechtsgeschichtliche Bedeutung. In: Dieter Simon (Hrsg.): Akten des 26. Deutschen Rechtshistorikertages Frankfurt am Main, 22.–26. September 1986. Frankfurt 1987, ISBN 3-465-01761-7.

- Sententiae Syriacae. Nāmosē de-malkē krisṭyānē wa-zakyē. Eingeleitet, übersetzt, mit einem syrischen und griechischen Glossar versehen und kommentiert. Syrisch und deutsch. (= Veröffentlichungen der Kommission für Antike Rechtsgeschichte Band 7. Philosophisch-historische Klasse der Österreichischen Akademie der Wissenschaften. Sitzungsberichte. Band 567). Wien 1990, ISBN 3-7001-1798-1.

- Zur Christianisierung des Eherechts. In: Dieter Simon (Hrsg.) Eherecht und Familiengut in Antike und Mittelalter. (= Schriften des Historischen Kollegs: Kolloquien. Heft 22). München 1992, ISBN 3-486-55885-4.

- benai und benat qejama in der syrischen Kirchengeschichte. In: Internationale Kommission für Vergleichende Kirchengeschichte/Subkommission Österreich: 11.–13. Symposion der Internationalen Kommission für Vergleichende Kirchengeschichte – Subkommission Österreich. Alfred Raddatz zum 65. Geburtstag. (= Veröffentlichungen des Instituts für Kirchengeschichte an der Katholisch-Theologischen Fakultät und des Instituts für Kirchengeschichte, Christliche Archäologie und Kirchliche Kunst an der Evangelisch-Theologischen Fakultät der Universität Wien 1994. Neue Folge Nr. 2), ISBN 3-901467-00-9.

- Christen in frühislamischer Zeit (bis zum 9. Jahrhundert). In: Erwin M. Ruprechtsberger (Hrsg.): Syrien. Von den Aposteln zu den Kalifen. Ausstellung Stadtmuseum Linz-Nordico, 3. Dezember 1993 bis 4. April 1994; Schloß Schallaburg, 30. April 1994 bis 30. Oktober 1994; Bergbaumuseum Klagenfurt, 2. Dezember 1994 bis 1. April 1995. (= Linzer archäologische Forschungen). Linz/Mainz 1993, ISBN 3-8053-1609-7.

- Antike Rechte im Mittelmeerraum. Rom, Griechenland, Ägypten und der Orient. Wien 1993, ISBN 3-205-98089-1.

- mit Herbert Hausmaninger: Römisches Privatrecht. 9. Auflage. Wien 2001, ISBN 3-205-99372-1.

- mit Hubert Kaufhold: Das Syrisch-römische Rechtsbuch. Band I: Einleitung. Band II: Text und Übersetzung. Band III: Kommentar. (= Denkschriften der philosophisch-historischen Klasse. Nr. 295). Veröffentlichungen der Kommission für Antike Rechtsgeschichte 9. Verlag der Österreichischen Akademie der Wissenschaften. Wien 2002, ISBN 3-7001-3007-4.

### Aus den Werken zum geltenden Recht
- Schadensbegriff und Regreßmethoden. Eine Studie zur Wandlung der Denkformen des Regresses bei Schuldnermehrheit mit der Veränderung des Schadensbegriffes. Heidelberg 1963.

- Das Quotenvorrecht der Sozialversicherungsträger. Wien/ New York 1969.

- Der privatrechtliche Vertrag als Instrument zur Leistungserbringung in der Sozialversicherung. Zeitschrift für Arbeits- und Sozialrecht-ZAS 1976 Hefte 2 und 3, S. 43–48 und 94–98. Ausgearbeitete Fassung des am 5. März 1976 vor der Österreichischen Gesellschaft für Arbeits- und Sozialrecht in Zell am See gehaltenen Vortrages.

- Die Beziehungen der Sozialversicherungsträger zueinander und zu Dritten. und Internationales Sozialversicherungsrecht. In: Theodor Tomandl (Hrsg.): System des österreichischen Sozialversicherungsrechts. Verlag Manz, Wien 1978 ff, ISBN 978-3-214-12462-5, Abschnitte 5 und 7.

- Kommentierung der §§ 255-274 BGB. In: Julius v. Staudingers Kommentar zum Bürgerlichen Gesetzbuch. ISBN 3-8059-0784-2.

- Kommentierung der §§ 420-432 des deutschen Bürgerlichen Gesetzbuches im Münchner Kommentar. ISBN 3-406-45871-8.

- Mehrheiten von Gläubigern und Schuldnern. In: Handbuch des Schuldrechts in Einzeldarstellungen. Tübingen 1984, ISBN 3-16-644849-7.

- Rechtsordnung und künstliche Reproduktion des Menschen. Tübingen 1987, ISBN 3-16-645149-8.

- Zeugung durch Menschenhand und die Rechtswissenschaft. In: Anzeiger der philosophisch-historischen Klasse der Österreichischen Akademie der Wissenschaften. Jahrgang 125. Verlag der Österreichischen Akademie der Wissenschaften, Wien 1989.

- Klinische Prüfung und Probandenversicherung in den Ethikkommissionen. In: Enzinger, Michael (Hrsg.): Aktuelle Probleme des Unternehmensrechts. Festschrift Gerhard Frotz zum 65. Geburtstag. Wien 1993, ISBN 3-214-06118-6, S. 579.